# Mezquita de los Compañeros
La Mezquita de los Compañeros (en árabe: مَسْجِد ٱلصَّحَابَة‎, romanizado: Masjid aṣ-Ṣaḥābah) es una mezquita en la ciudad de Massawa, Eritrea. Data de principios del siglo VII d. C. y se cree que es la primera mezquita de África.

## Historia
Según los informes, la mezquita fue construida por compañeros del profeta islámico Mahoma que viajaron a África para huir de la persecución de musulmanes por los habitantes de la ciudad hejazí de La Meca, actual Arabia Saudita. Puede haber sido construido en los años 620 o 630. La mezquita de Quba, que es la primera mezquita construida por Mahoma, en lo que ahora es Medina, data aproximadamente de la misma época. La estructura actual es de construcción muy posterior, ya que algunos elementos, como el mihrab (finales del siglo VII) y el minarete (siglo IX), no se desarrollaron hasta más tarde en la arquitectura islámica.